# Madehsi
Madehsi (Madesi, Madesiwi, Montgomery Creek people), pleme iz grupe Achomawi, jezične porodice Palaihnihan, nastanjeno duž Great Benda na Pit Riveru u sjeveroistočnoj Kaliforniji. Madehsi su poznati i pod imenom Montgomery Creek people, a od svojih susjeda Wintun Indijanaca, nazivani su i Puisu ili Pushush, "easterners; istočnjaci". Edward S. Curtis ih naziva Matesi, i navodi da se mnogi žene s Wintun-ženama. Ovo pleme smješteno je na rezervat Montgomery Creek Rancheria u okrugu Shasta. Rezervat je federalno priznat a populacija mu je u skorašnje vrijeme oko 15 duša.
Izvorno su bili lovci, sakupljači i ribari, a žir, korijenje, bilje i voće, te sitnija divljać bili su najvažniji izvor prehrane. Neka od njihovih sela bila su Madess (Madess-Atjwam), Lah-lah-pis-mah, Tah-Sah, Alosatcha, Ah-lis-chu-chah i druga.